# Shildon
Shildon est une ville anglaise située dans le comté de Durham, au Royaume-Uni. En 2011, sa population était de 9 976 habitants.